# مارجی آدام

امضای مارجی ادام

مارجی آدام (انگلیسی: Margie Adam؛ زادهٔ ۱۹۴۷) یک خواننده و نوازنده اهل ایالات متحده آمریکا است.